# معركة الطريق السريع A-9
```
خاضت 
معركة الطريق السريع A-9
 في مارس وأبريل من عام 2000 للتحكم في الطريق السريلانكي A-9.
```

## الخلفية
ربط الطريق السريع A-9 بين العاصمة السريلانكية وشبه جزيرة جافنا الشمالية. والأهم من ذلك، أن قاعدة ممر الفيل العسكرية كانت الطريق البري الوحيد في جافنا . إذا كان المتمردون سيحيطون بممر «ممر الفيل» فسيتعين عليهم أخذ الطريق السريع بين الشمال والجنوب.

## المعركة
في 27 مارس، هاجم متمردو جبهة نمور تحرير تاميل إيلام، نمور التاميل، الطريق السريع بين الشمال والجنوب. وهاجموا قاعدة للجيش الساحلي مع هجوم بري وبري مشترك. أسقطت البحرية أسطول القوارب الصغيرة من جبهة نمور تحرير تاميل إيلام، لكن الهجوم البري استمر. استمر القتال العنيف في الليل.
في 28 مارس، كان هجوم جبهة نمور تحرير تاميل إيلام مقفلاً على مجمع حكومي من أربعة قواعد. بحلول صباح اليوم التالي سقطت تلك القواعد. كما تم القبض على عدة دبابات تابعة لجيش تحرير السودان.
بحلول 30 مارس، استولى النمور على قاعدة حكومية أخرى وتمكنوا من قطع الطريق السريع A-9. عند هذه النقطة، فر الآلاف من اللاجئين المدنيين من المنطقة. وكانت القوات الجوية تضرب المتمردين الذين تم ضبطهم في العراء بينما منعت القوات البحرية المتمردين من هبوط التعزيزات على طول الساحل.
وبحلول 3 أبريل، استمرت حركة نمور التاميل في الامتداد على امتداد أربعة كيلومترات من الطريق السريع A-9. ومع ذلك، فإن المزيد من التعزيزات العسكرية كانت تأتي عن طريق الجو والبحر، كما ضربت الغارات الجوية وسفن البحرية المتمردين بقوة، مما عرقل الهجوم على جبهة نمور تحرير تاميل إيلام.
في 11 أبريل، تمكن الجيش، بعد أسبوعين من القتال العنيف، من استعادة الطريق السريع A-9 وتطهير جميع مواقع المتمردين منه.
ولكن في 18 أبريل، جددت جبهة نمور تحرير تاميل إيلام هجومها على A-9. وفي اليوم التالي قطعوا الطريق السريع A-9 مرة أخرى. وبحلول اليوم التالي، كانت جميع قوات جيش تحرير السودان المتبقية في حالة تراجع نحو قاعدة الجيش التابعة لقاعدة«ممر الفيل» ، التي كانت تتعرض لنيران مدفعية ثقيلة من المتمردين. وهكذا، كانت عملية أخذ الطريق السريع ناجحة للنمر، وهذا أدى إلى المزيد من النجاح في معركة ممر الفيل، التي سقطت بعد ثلاثة أيام.